# Національна автомагістраль 1 (Тайвань)
Національна автомагістраль 1 (кит. трад.: 國道1號; піньїнь: Guódào Yīhào), також відома як шосе Сунь Ятсена (кит. трад.: 中山高速公路; піньїнь: Zhōngshān gāosù gōnglù) — автострада в Тайвані, перша автострада, побудована на Тайвані. Починається в Кілуні на перехресті 2-ї дороги Сяо та 4-ї дороги Чжун і закінчується в Гаосюні на перетині 4-ї дороги Чжуншань і дороги Юган, що дає їй загальну довжину 374 кілометри.

## Найменування
Уряд Республіки Китай назвав автостраду Sun Yat-sen Freeway на честь Сунь Ятсена, батька-засновника країни. 
Національна автомагістраль 1 — платна дорога, де стягувана сума залежить від пройденої відстані, транспортні засоби оснащені електронною міткою для полегшення розрахунку плати за проїзд; термін «автострада» означає «без сигналу», а не без плати. 

## Історія
Будівництво почалося в 1971 році. Північну ділянку між Кілуном і Чжунлі (нині район Чжунлі, Таоюань) було завершено в 1974 році, а всю магістраль було відкрито в 1978 році. А 20,7 км віадук на вершині автостради між Січжі та Угу був завершений у 1997 році з метою розширення пропускної здатності дороги. 
Саудівська Аравія підтримала будівництво автомагістралі, надавши безпроцентну позику.